# امیرحسین هدایی
امیرحسین هدایی (زاده ‎۲۵ خرداد ۱۳۷۷ در تهران) بازیکن تنیس روی میز اهل ایران است.
وی در بازی‌های آسیایی ۲۰۲۲ موفق به کسب مدال برنز تنیس روی میز تیمی مردان شده‌است. او در سال ۱۳۹۸ برای اولین بار در تاریخ تنیس روی میز ایران، رتبه نخست رنکینگ امیدهای جهان را ‌کسب کرد.

## افتخارات
- مدال برنز تیمی بازی های آسیایی ۲۰۲۲
- مدال نقره تیمی لیگ فرانسه با تیم تورس ۲۰۲۳
- مدال طلای انفرادی بازی های همبستگی کشورهای اسلامی ۲۰۲۱
- مدال طلای تیمی بازی های همبستگی کشورهای اسلامی ۲۰۲۱
- مدال برنز اپن جهانی ۲۰۱۹